# Lidón (Teruel)
Lidón ist ein Ort und eine Gemeinde (municipio) mit 56 Einwohnern (Stand: 2024) im Zentrum der Provinz Teruel in der Autonomen Region Aragonien im östlichen Zentralspanien. 

## Lage und Klima
Der Ort Lidón liegt im Süden des Iberischen Gebirges etwa 39 Kilometer (Fahrtstrecke) nördlich der Stadt Teruel in einer Höhe von ca. 1210 m. Das Klima ist gemäßigt bis warm; Regen (ca. 486 mm/Jahr) fällt übers Jahr verteilt.

## Bevölkerungsentwicklung
| Jahr      | 1970 | 1981 | 1991 | 2001 | 2011 | 2021 |
| Einwohner | 190  | 133  | 111  | 75   | 54   | 55   |

Die Mechanisierung der Landwirtschaft sowie die Aufgabe bäuerlicher Kleinbetriebe und der daraus resultierende Verlust an Arbeitsplätzen haben in der zweiten Hälfte des 20. Jahrhunderts zu einem deutlichen Bevölkerungsrückgang (Landflucht) geführt.

## Sehenswürdigkeiten

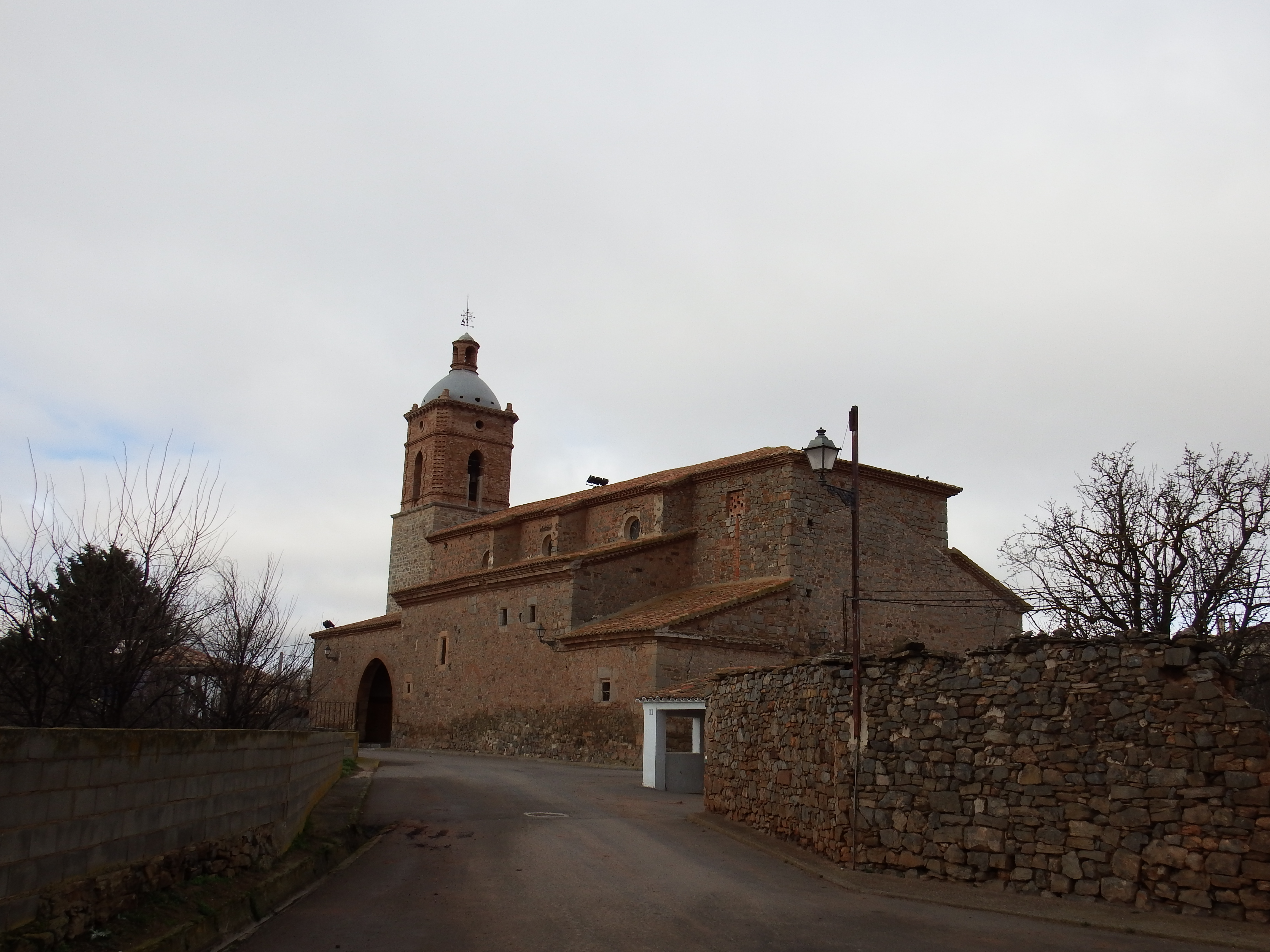
Jakobuskirche
- Johanniskapelle
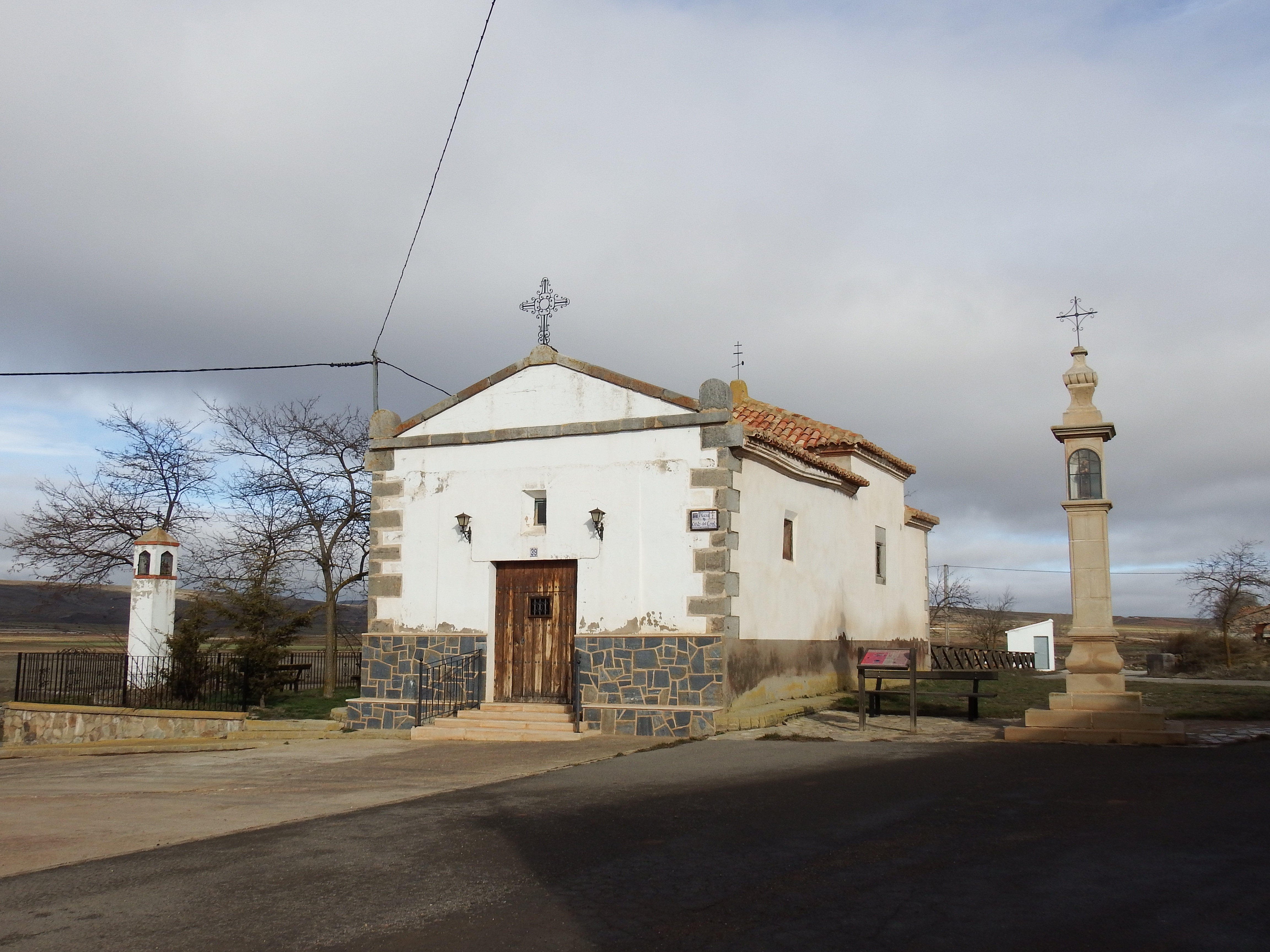
Christuskapelle
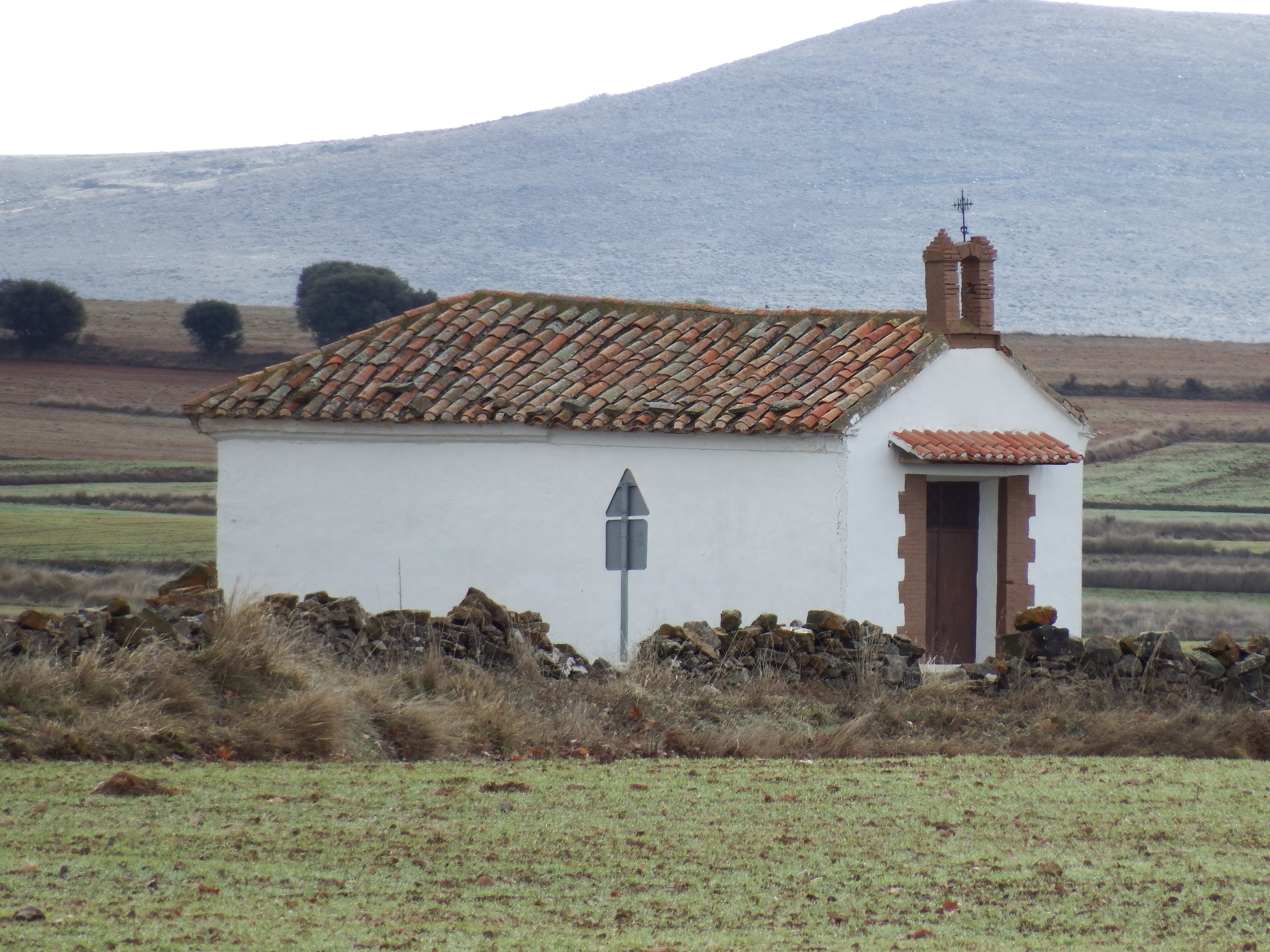
Johanniskapelle
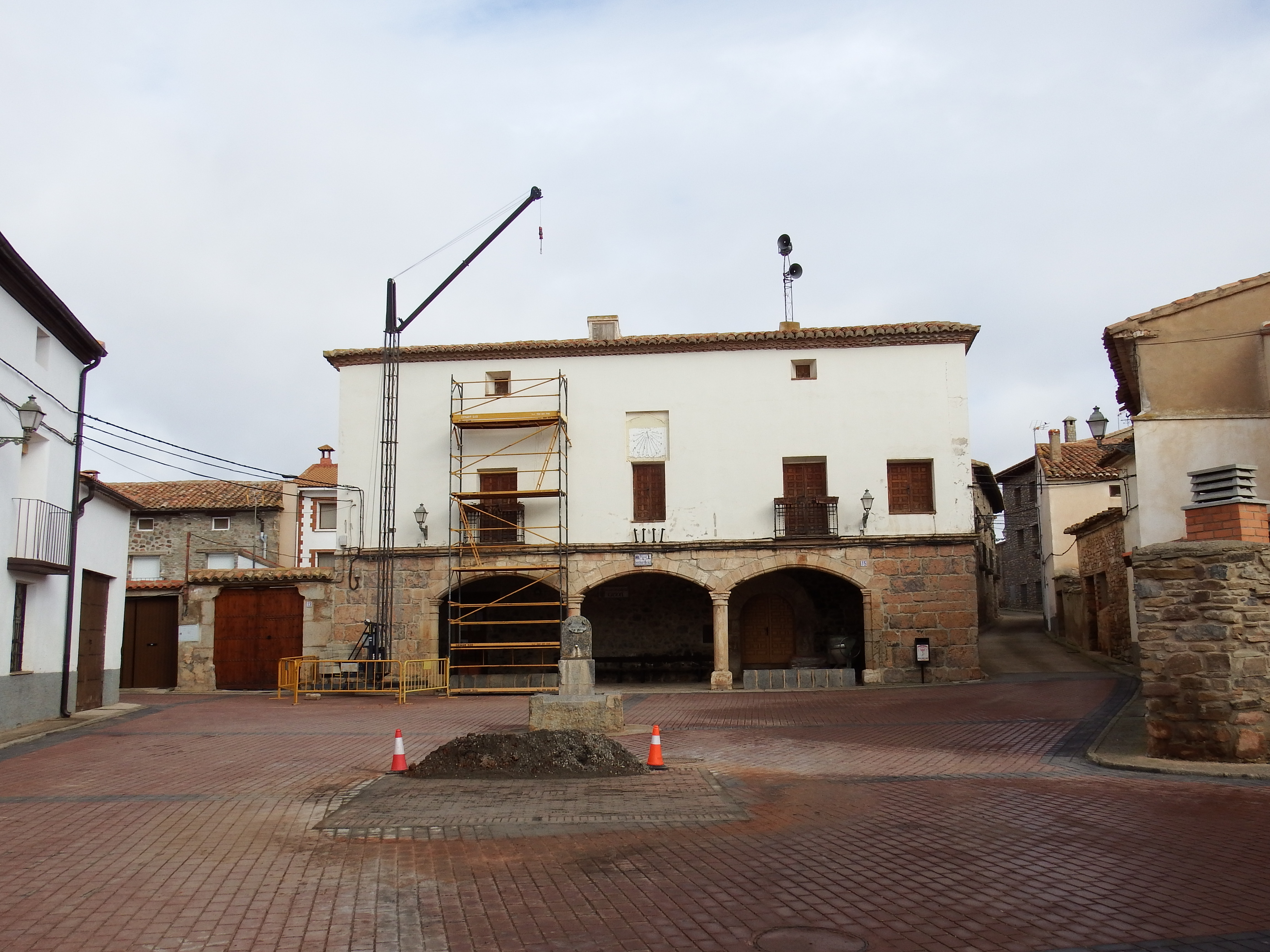
Rathaus

- Jakobuskirche
- Christuskapelle
- Johanniskapelle
- Rathaus